# Donationware
Donationware (von englisch donation „Spende“ und ware „Ware“) ist eine Variante von Freeware. Die Software kann ohne Einschränkungen verwendet werden, der Autor bittet aber um eine Spende in beliebiger Höhe, um die durch Weiterentwicklung oder Verbreitung der Software entstehenden Kosten zu kompensieren (zum Beispiel Server-Kosten).   Wenn auch der Quelltext der Software verfügbar ist, genügt Donationware eventuell auch den Kriterien für freie Software.

## Abgrenzung
Eine strengere Lizenzform ist Shareware. Sie erlaubt zwar die Verbreitung einer oft eingeschränkt nutzbaren Version, bietet aber die vollständige Funktionalität erst nach dem Erwerb der Software.
Freiere Lizenzformen sind:
- Beerware erlaubt die freie Nutzung, der Autor bittet aber bei Gefallen um das Spendieren eines Bieres oder ähnlichem.
- Charityware erlaubt die freie Nutzung, der Autor bittet aber bei Gefallen um eine Spende für einen guten Zweck.
- Cardware ist Freeware, bei der der Autor vom Benutzer die Zusendung einer Postkarte erwartet.
- Commentware ist frei verfügbar, es wird aber um einen Kommentar zum Programm gebeten (ähnlich wie bei Betatests).
- Copyleft schränkt die Rechte aus freier Software nur dadurch ein, dass abgeleitete Werke gleiche Freiheiten gewähren müssen.
- Freeware ist Software, die vom Autor ohne Entgelt zur Verfügung gestellt wird.
- Freie Software erlaubt, sie für jeden Zweck zu nutzen, sie beliebig zu kopieren, studieren, zu verändern und weiterzuverteilen.
- Linkware fordert bei Benutzung bzw. Gefallen einen Link auf die Autorenwebsite.
- Public Domain (dt. „Gemeinfreiheit“) bedeutet den völligen Verzicht des Urhebers auf seine Rechte. Die gesetzlichen Rechte und Pflichten können von Land zu Land variieren.